# Keržan
Keržan je priimek v Sloveniji, ki ga je po podatkih Statističnega urada Republike Slovenije na dan 1. januarja 2010 uporabljalo 118 oseb.

## Znani nosilci priimka
- Ančka Keržan (Angelina Goropenko Keržan) (1914—?), telovadka, udeleženka Poletnh olimpijskih iger 1936
- Hugo Keržan (1913—1985), gradbenik
- Janez Keržan (*1935), gradbenik
- Matic Keržan (*1996), parašportnik (sedeča odbojka)